# Необъятный океан
«Необъятный океан» (яп. ぐらんぶる Гуран буру) — японская манга от автора Кэндзи Иноуэ с иллюстрациями Кимитакэ Ёсиоки. Публикуется в журнале сэйнэн-манги Good! Afternoon издательства Kodansha с апреля 2014 года и по состоянию на апрель 2025 года издана в двадцати четырёх томах-танкобонах. Студией Zero-G манга адаптирована в формат аниме-сериала, трансляция которого проходила с июля по сентябрь 2018 года в программном блоке Animeism на телеканале MBS. В июле 2025 года состоялась премьера второго сезона, к производству которого приступили студии Zero-G и Liber. Также сюжет манги адаптирован в формат полнометражного игрового фильма, премьера которого состоялась в августе 2020 года.

## Сюжет
Иори Китахара начинает свой путь в университете у океана в городе Идзу, полный волнения за свою новую жизнь. Он переезжает в дайвинг-магазин «Grand Blue», которым владеет его дядя. Получится ли у Иори жить обычной жизнью в университете своей мечты?

## Персонажи
Иори Китахара (яп. 北原 伊織 Китахара Иори)
Сэйю: Юма Утида; исполнение роли: Рю Рюсэй
Тиса Котэгава (яп. 古手川 千紗 Котэгава Тиса)
Сэйю: Тика Андзай; исполнение роли: Юки Ёда
Тосио Котэгава (яп. 古手川 千紗 Котэгава Тосио)
Сэйю: Синдзи Кавада; исполнение роли: Масахиро Такасима
Нанака Котэгава (яп. 古手川 奈々華 Котэгава Нанака)
Сэйю: Маая Утида; исполнение роли: Ая Асахина
Кохэй Имамура (яп. 今村 耕平 Имамура Ко:хэй)
Сэйю: Рёхэй Кимура; исполнение роли: Ацухиро Инукай
Синдзи Токита (яп. 時田 信治 Токита Синдзи)
Сэйю: Хироки Ясумото; исполнение роли: Судзуносукэ Танака
Рюдзиро Котобуки (яп. 寿 竜次郎 Котобуки Рю:дзиро:)
Сэйю: Кацуюки Кониси; исполнение роли: Хироака Иванага
Адзуса Хамаока (яп. 浜岡 梓 Хамаока Адзуса)
Сэйю: Тоа Юкинари; исполнение роли: Юка Огура
Айна Ёсивара (яп. 吉原 愛菜 Ёсивара Айна)
Сэйю: Кана Асуми; исполнение роли: Рэн Исикава
Капитан Кудо (яп. 工藤会長 Кудо:-кайтё:)
Сэйю: Дзюн Фукуяма; исполнение роли: Юя Хирата
Мидзуки Кая (яп. 水木 カヤ Кая Мидзуки)
Сэйю: Нана Мидзуки
Хадзимэ Нодзима (яп. 野島 元 Нодзима Хадзимэ)
Сэйю: Такуя Эгути; исполнение роли: Юки Моринага
Синъитиро Ямамото (яп. 山本 信一郎 Ямамото Синъитиро:)
Сэйю: Дзюнъя Эноки; исполнение роли: Юма Ямато
Кэнта Фудзивара (яп. 藤原 健太 Фудзивара Кэнта)
Сэйю: Роберт Уотерман
Ю Митарай (яп. 御手洗 優 Митарай Ю:)
Сэйю: Нацуки Ханаэ
Сакурако Бусудзима (яп. 毒島 桜子 Бусудзима Сакурако)
Сэйю: Ая Яманэ
Сиори Китахара (яп. 北原 栞 Китахара Сиори)
Сэйю: Сумирэ Морохоси
Наоми Отоя (яп. 乙矢 尚海 Отоя Наоми)
Сэйю: Ёсино Аояма

## Медиа

### Манга
Манга «Необъятный океан», написанная Кэндзи Иноуэ и проиллюстрированная Кимитакэ Ёсиокой, публикуется в ежемесячном журнале сэйнэн-манги Good! Afternoon издательства Kodansha с 7 апреля 2014 года. На апрель 2025 года главы манги были скомпонованы в двадцать четыре тома-танкобона.
В сентябре 2017 года издательство Kodansha Comics объявило о начале публикации манги на английском языке в цифровом формате. В печатном формате манге издаётся на английском языке с лета 2018 года. В апреле 2020 года о приобретении лицензии на эту мангу сообщило российское издательство «Фантастика Книжный Клуб».
21 сентября 2018 года был издан официальный путеводитель по миру манги.

#### Список томов
Оригинальное издание
| №  | Дата публикации    | ISBN                   |
| -- | ------------------ | ---------------------- |
| 01 | 7 ноября 2014 г.   | ISBN 978-4-0638-7990-2 |
| 02 | 5 декабря 2014 г.  | ISBN 978-4-0638-8018-2 |
| 03 | 7 апреля 2015 г.   | ISBN 978-4-0638-8053-3 |
| 04 | 7 сентября 2015 г. | ISBN 978-4-0638-8081-6 |
| 05 | 5 февраля 2016 г.  | ISBN 978-4-0638-8115-8 |
| 06 | 5 августа 2016 г.  | ISBN 978-4-0638-8164-6 |
| 07 | 7 декабря 2016 г.  | ISBN 978-4-0638-8220-9 |
| 08 | 7 апреля 2017 г.   | ISBN 978-4-0638-8249-0 |
| 09 | 6 октября 2017 г.  | ISBN 978-4-0638-8290-2 |
| 10 | 7 марта 2018 г.    | ISBN 978-4-0651-1096-6 |
| 11 | 6 июля 2018 г.     | ISBN 978-4-0651-1979-2 |
| 12 | 22 ноября 2018 г.  | ISBN 978-4-0651-3447-4 |
| 13 | 5 июля 2019 г.     | ISBN 978-4-0651-6238-5 |
| 14 | 22 ноября 2019 г.  | ISBN 978-4-0651-7557-6 |
| 15 | 22 мая 2020 г.     | ISBN 978-4-0651-9480-5 |
| 16 | 20 ноября 2020 г.  | ISBN 978-4-0652-1417-6 |
| 17 | 5 августа 2021 г.  | ISBN 978-4-0652-4292-6 |
| 18 | 7 марта 2022 г.    | ISBN 978-4-0652-7041-7 |
| 19 | 5 августа 2022 г.  | ISBN 978-4-0652-8768-2 |
| 20 | 6 апреля 2023 г.   | ISBN 978-4-0653-1329-9 |
| 21 | 5 октября 2023 г.  | ISBN 978-4-0653-3089-0 |
| 22 | 5 апреля 2024 г.   | ISBN 978-4-0653-5017-1 |
| 23 | 7 октября 2024 г.  | ISBN 978-4-0653-7098-8 |
| 24 | 7 апреля 2025 г.   | ISBN 978-4-0653-8970-6 |

Издание на русском
В один том русского издания входит два тома оригинального японского издания.
| №  | Дата публикации | ISBN                   |
| -- | --------------- | ---------------------- |
| 01 | июнь 2020 г.    | ISBN 978-5-9187-8359-7 |
| 02 | январь 2021 г.  | ISBN 978-5-9187-8451-8 |
| 03 | август 2021 г.  | ISBN 978-5-9187-8513-3 |
| 04 | декабрь 2021 г. | ISBN 978-5-9187-8540-9 |
| 05 | февраль 2023 г. | ISBN 978-5-9187-8603-1 |
| 06 | июль 2023 г.    | ISBN 978-5-9187-8614-7 |
| 07 | ноябрь 2023 г.  | ISBN 978-5-9187-8619-2 |
| 08 | июль 2025 г.    | ISBN 978-5-9187-8626-0 |

### Аниме
Об адаптации манги в формат аниме-сериала было объявлено 27 февраля 2018 года в четвёртом выпуске журнала Good! Afternoon. Его производством занялась студия Zero-G, на должность режиссёра, сценариста и звукорежиссёра был назначен Синдзи Такамацу, а дизайнером персонажей стал Хидэоки Кусама. Аниме-сериал транслировался с 14 июля по 29 сентября 2018 года в программном блоке Animeism на MBS, TBS и других телеканалах. Открывающая музыкальная тема аниме-сериала — «Grand Blue», исполненная группой Shonan no Kaze; закрывающая — «Konpeki no al Fine» (яп. 紺碧のアル・フィーネ Компэки но ару фи:нэ, «Совершенно синий»), исполненная Юмой Утидой, Рёхэем Кимурой, Хироки Ясумото и Кацуюки Кониси под общим псевдонимом Izu no Kaze. Аниме-сериал состоит из 12 серий.
29 сентября 2024 года состоялся анонс второго сезона. Его производством занялись студии Zero-G и Liber, на должность режиссёра, сценариста и звукорежиссёра вернулся Синдзи Такамацу, а на должность дизайнера персонажей — Хидэоки Кусама. Премьера второго сезона состоялась 8 июля 2025 года на телеканалах Tokyo MX и BS11; также его трансляция будет проходить на MBS. Открывающая музыкальная тема второго сезона — «Seishun Towa» (яп. 青春永遠 Сэйсюн това, «Вечная молодость»), исполненная группой Shonan no Kaze; закрывающая — «Hadaka de Dotsukiai» (яп. 裸でどつきあい Хадака дэ доцукиай, «Сражение голышом»), исполненная рэпером Seamo при участии певицы May’n.
Эксклюзивные права на трансляцию первого сезона по всему миру получил сервис Amazon Prime Video. Лицензиатом второго сезона выступил сервис Crunchyroll.
8 июля 2025 года серии второго сезона утекли в сеть и были выложены в разрешении 480p на различных BitTorrent-трекерах. Последняя серия содержит анонс третьего сезона.

### Фильм
19 ноября 2019 года было объявлено об адаптации манги в формат полнометражного игрового фильма. Его производством занялась компания The Fool, на должность режиссёра был назначен Цутому Ханабуса, а дистрибьютором фильма выступила компания Warner Bros. Japan. Премьера фильма первоначально должна была состояться 29 мая 2020 года, однако она была перенесена на 7 августа 2020 года в связи с пандемией COVID-19. Основная музыкальная тема фильма — «Zekkyo Serenade», исполненная группой sumika.

### Спектакль
9 июля 2024 года стало известно об адаптации сюжета манги в формат спектакля, режиссёром и сценаристом которого стал Ю Мураи. Постановка спектакля проходила с 13 по 17 ноября 2024 года на сцене театра Mixa в Токио.

## Приём
В 2016 году манга была номинирована на премию Next Manga Award в категории «Лучшая печатная манга» и заняла по итогам голосования шестое место в шорт-листе номинантов. В апреле 2017 года манга была номинирована на премию манги Kodansha в общей категории. В 2018 году манга заняла седьмое место в категории «Новый прорыв» премии Tsutaya Comic Award.
К марту 2018 года было продано два миллиона копий манги. По данным на май 2020 года общий тираж манги составил более 4,4 миллиона проданных копий. К началу апреля 2023 года манга была продана в количестве восьми миллионов копий.
В путеводителе сайта Anime News Network по манге весны 2018 года Эми Макналти и Ребекка Сильверман раскритиковали первый том за поверхностный юмор и недостаточно раскрытую тему дайвинга. Из положительных сторон тома Макналти отметила фоновые иллюстрации и персонажа Кюхэя Имамуру. Джейсон Брэдли Томпсон из журнала Otaku USA сравнил одну из комедийных составляющих манги с фильмом «Зверинец» и посчитал, что она из-за «дурашливой и приятельской атмосферы» может понравиться поклонникам манги «Крутой учитель Онидзука». Дэвид Брук с сайта AIPT Comics отнёс к достоинствам первого тома некоторые комедийные ситуации и показ жизни студентов-первокурсников, а к его недостаткам — юмор, касающийся темы мужской наготы, долгое развитие персонажа Иори и эмоции смущения, в результате поставив манге оценку в пять баллов из десяти. Демельза с сайта Anime UK News в рецензии на первый том похвалила иллюстрации, сравнив рисовку эмоций с серией JoJo’s Bizarre Adventure, однако высказала сомнения по поводу дальнейшего развития сюжета и романтики, в итоге оценив том на семь баллов из десяти.